# Måløy-Skarholmen fyr
Måløy-Skarholmen fyr är en angöringsfyr på en holme i södra delen av Vestfjorden längst ut i havsbandet i Steigens kommun i Nordland fylke i Norge.
Den låga holmen var tidigare utmärkt med en båk, men år 1920 beslöt man att bygga en fyr på platsen. Byggnadsarbetet blev besvärligt då vågorna sköljde över holmen vid högvatten, byggnadsarbetarnas barack blåste bort och fartyget med byggnadsmaterial förliste.
Fyren, som tändes första gången 1922, är tillverkat av gjutjärn och står på ett tre våningar högt betongfundament. Längst ner i fundamentet finns olje- och vattentankar och på andra våningen finns bland annat förråd. Fyrvaktarbostaden är av betong.

Ritning av fyrtornet och fundamentet.

Fyren utrustades med en fresnellins av andra storleken, som fortfarande finns kvar, samt en mistlur. Den elektrifierades med dieseldriven generator år 1951 och mistluren fick längre räckvidd. År 1979 automatiserades och avbemannades fyren och 1983 stängdes mistluren av. Den är i drift under vinterhalvåret mellan augusti och maj.
Fyren är kulturskyddad.